# Pologne aux Jeux olympiques d'hiver de 1956
Cet article contient des informations sur la participation et les résultats de la Pologne aux Jeux olympiques d'hiver de 1956 à Cortina d'Ampezzo en Italie. La Pologne était représenté par 51 athlètes. 
La délégation polonaise a récolté 1 médaille de bronze. Elle a terminé au 12e rang du classement des médailles.

## Médailles
| Médaille                            | Nom                       | Sport            | Compétition |
| ----------------------------------- | ------------------------- | ---------------- | ----------- |
| Médaille de bronze, Jeux olympiques | Franciszek Gąsienica Groń | Combiné nordique | Hommes      |